# Rezerwat przyrody Zielona Góra (województwo śląskie)
Rezerwat przyrody Zielona Góra – rezerwat przyrody nieożywionej położony na wzniesieniu Zielona Góra w pobliżu wsi Kusięta w gminie Olsztyn (województwo śląskie). Pod względem geograficznym znajduje się na Wyżynie Mirowsko-Olsztyńskiej i w obrębie Jury Krakowsko-Częstochowskiej. Pod względem ochrony przyrody znajduje się na obszarze Ostoi Olsztyńsko-Mirowskiej w obrębie Parku Krajobrazowego Orlich Gniazd. Przez rezerwat przebiega Szlak Orlich Gniazd.
Został utworzony w roku 1953 na powierzchni 18,39 ha. W 1963 powiększono go do 19,66 ha. Obecnie podawana wielkość rezerwatu to 19,36 ha. Obszar rezerwatu objęty jest ochroną ścisłą.
Rezerwat stanowi wzgórze wapienne o wysokości 343 m n.p.m. W rezerwacie chroniona jest ciepłolubna roślinność murawowo-zaroślowa i leśna (buczyna, grąd).
Na terenie rezerwatu występują formy krasowe, w  tym m.in. Jaskinia w Zielonej Górze o długości 150 m długości oraz Schronisko pod szczytem Zielonej Góry. Charakterystyczne dla jaskini jest unikatowe nagromadzenie kolumn naciekowych. Występuje też wiele skał wapiennych. Niektóre z nich, jak np. Kowadło, Podkowadle, Płetwa i Zielona Góra są obiektem wspinaczki skalnej.

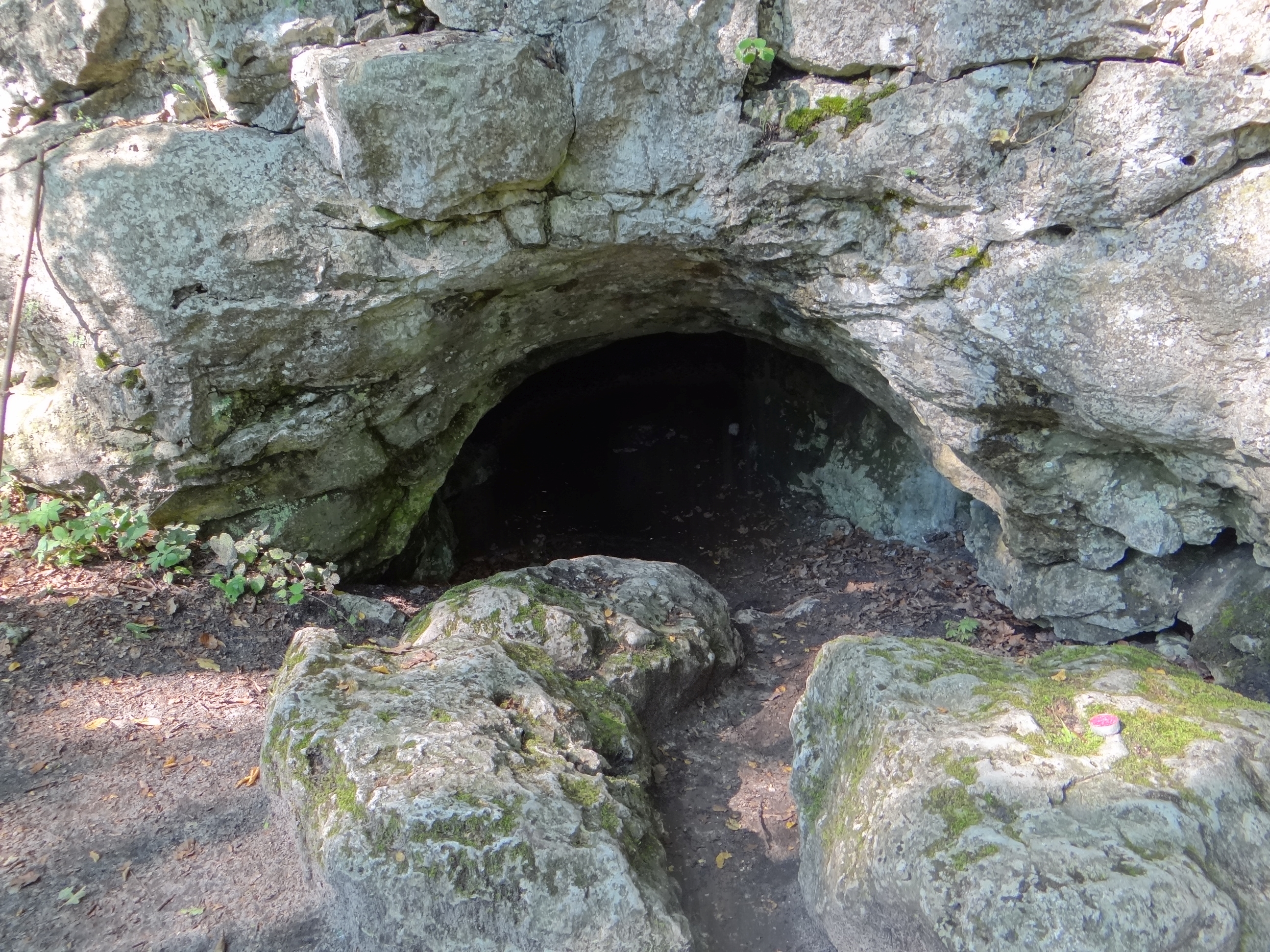
Jaskinia w Zielonej Górze
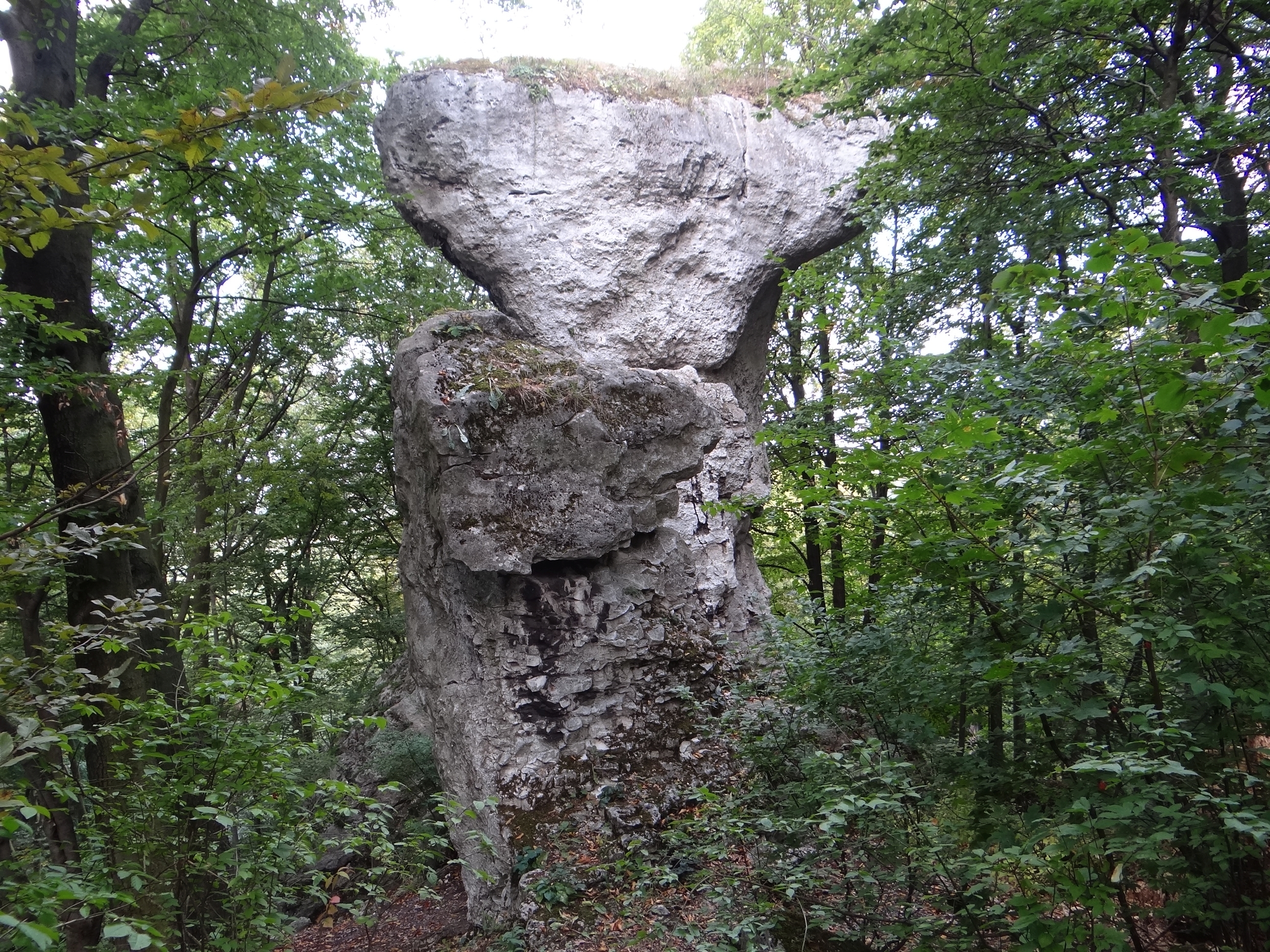
Ostaniec Kowadło
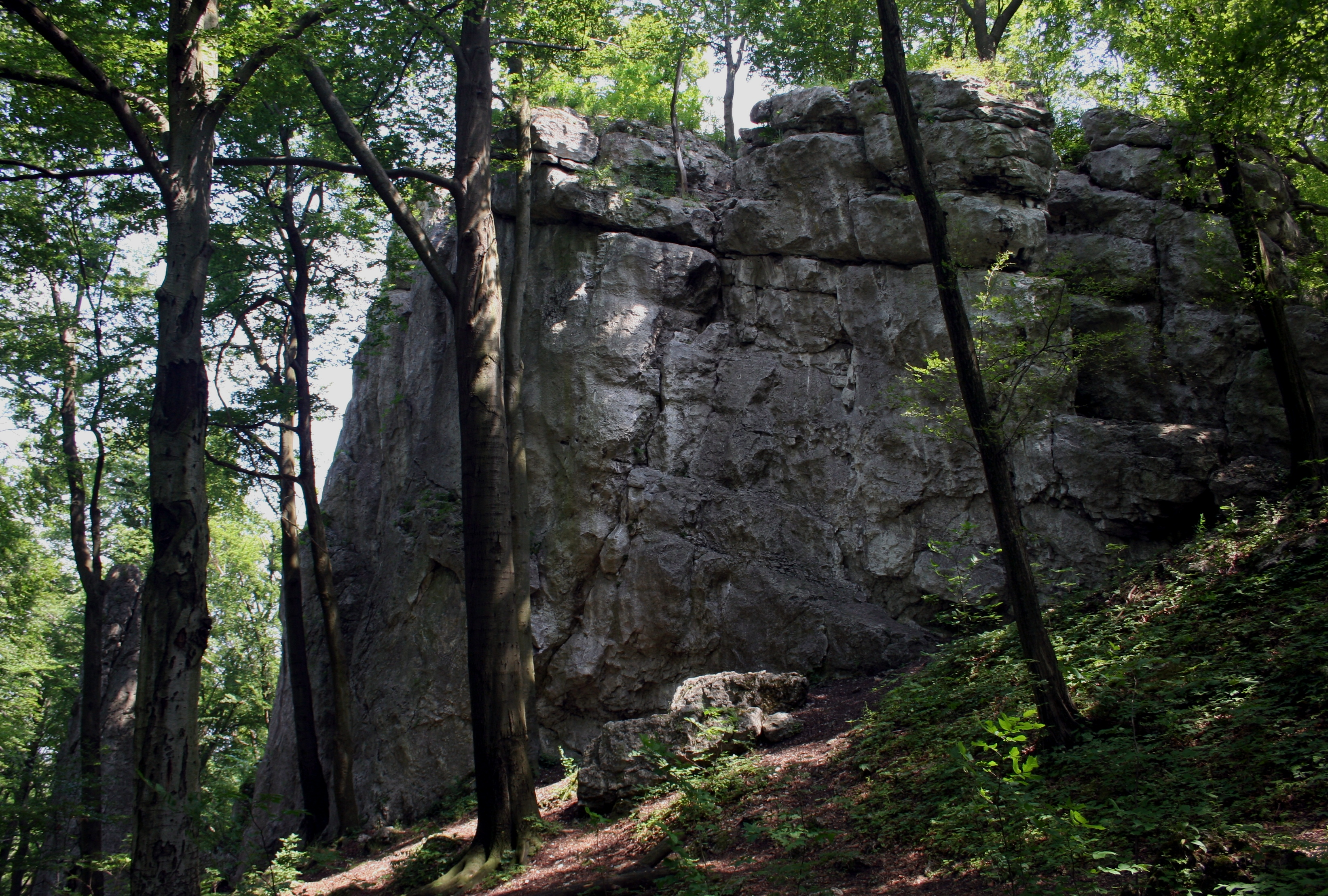
Skała Zielona Góra